# Лайхор
Сайн-Лайхор-хан (монг. Лайхур хан; 1562—1637) — фактический основатель государства Дзасагту-ханов монголов в Халхе (1580—1637).

## Жизнеописание
Происходил из ветви Хубилаидов династии Чингизидов. Второй сын Баяндары-хунтайджи (1547—1580), внука Гэрсэндзэ (1513—1549), сына великого хана Монгольского государства Даян-хана. Родился в 1562 году. В 1580 году унаследовал от отца значительные владения в Халхе. Старший по возрасту пытался объединить всех родственников. Вероятно, имел титул каган-ахай (старший хан). Впрочем, столкнулся с амбициями Абатая, имевшего владение в правом (восточном) крыле Халхи. После смерти Абатая в 1586 году борьба продолжалась с его сыном Эрэхэй-Мерген-ханом, поскольку последний закрепил за собой титул тушету-хана. Постепенно Лайхор-хан стал пользоваться титулом Дзасагту-хана — «хана-владыки», подчеркивавшего его статус. В 1587 году передал двоюродному брату Убаши-хунтайджи земли в северо-западной Монголии, но тот признавал превосходство Лайхор-хана.
Вместе с этим вел длительные войны против ойратов, споря в попытке покорить ойратские племена с тушету-ханами. Сначала примерно в 1576 или 1577 году произошло сражение Лайхор-хана против ойратов, однако он не добился какого-либо успеха. К середине 1580-х совершил несколько успешных походов, но не смог закрепиться на территории Дурбэн-Ойрат.
Постепенно его главное внимание сосредоточилось на попытке обуздать тушету-ханов и Убаши-хунтайджи, принявшего титул алтын-хана. С этой целью стали проводить регулярные съезды потомков Даян-хана, имевших владения в Халхе. Первый такой съезд состоялся в 1604 году, где за Лайхор-ханом был закреплен титул каган-ахая, а также признано превосходство над всей Халхой. Вместе с тем за другими потомками Даян-хана также были признаны титулы ханов. В 1614 году на съездах, состоявшихся на равнине Сайхан-Хулж, было принято «Восемнадцать степных законов», регламентировавших отношения старшего хана с другими, деятельность хошунов. Следующий съезд Лайхор-хан провел в 1620 году у реки Таран во владениях Тушету-хана, где принят «Большой сборник в законе семи хошунов» (другое название «Великий закон» — «Их цааз»), состоявший из 92 статей. Это была попытка Лайхор-хана сохранить единство Халхи.
В то же время Лайхор-хан решил опираться на буддистские институты. Для этого пригласил в свой двор «красношапочных» лам из секты Кагью. Однако завершить дело перехода к ламаизму не успел. Умер в 1637 году. Ему наследовал его сын Субадай-хан.